# Djungelskog棕熊
DJUNGELSKOG （意為“叢林”），是瑞典宜家家居公司（IKEA）生產銷售的一系列絨毛玩具。棕熊為100%由聚酯纖維製造，2024年在台灣IKEA的售價為899元台幣。Djungelskog在論壇網站Reddit上有一個獨立看板，內容有眾多以棕熊為主的迷因。Djungelskog與Blåhaj皆屬於IKEA中最受歡迎的絨毛玩具。宜家美國兒童家居業務負責人稱「其銷售額比預期高出五倍」。